# Котоамацуками
Котоамацуками (яп. 別天津神 Особые небесные боги, в Кодзики) — в японской мифологии, согласно Кодзики, собирательное название пяти первых богов, которые после создания мира явились в Такамагахару. Они являются бесполыми богами. Трех первых богов называются «дзёка сансин» («три бога сотворения»). Божества «Котоамацуками» родились без какого-либо размножения и являются «Хиторигами» (яп. 独神), синтоискими божествами, которые возникли по одному, в отличие от тех, кто возник как пара мужского и женского пола. Сразу после появления в Такамагахаре они «не дали себя увидеть» (букв.: «сокрыв свой облик». По толкованию Такэда Юкити, «растворившись, скрылись между небом и землёй»). В Нихон сёки рассказ об этих пяти богах опущен.
- Амэноминакануси-но ками (яп. 天之御中主神) — Бог-правитель священного центра небес.
- Такамимусуби-но ками (яп. 高御産巣日神) — Бог высокого священного творения.
- Камимусуби-но ками (яп. 神産巣日神) — Бог божественного творения.

Чуть позже появились еще два божества:
- Умасиасикаби-хикодзи-но ками (яп. 宇摩志阿斯訶備比古遅神) — Бог-юноша прекрасных побегов тростника.
- Амэнотокотати-но ками (яп. 天之常立神) — Бог навечно утвердившийся в небесах.

Богослов Хирата Ацутане определил Амэноминакануси-но ками как духа Полярной звезды, повелителя семи звёзд Большой Медведицы. В эпоху Мэйдзи ему поклонялись некоторые синтоистские секты.
Хотя Котоамацуками считаются бесполыми богами, Камимусуби-но ками часто фигурирует в японской мифологии как богиня. По одной из версий, божество Камимусуби-но ками является богиней, а Такамимусуби-но ками — богом, и они являются супругами. Также упоминается под именем Камимусуби-но-ми-оя-но микото (Богиня Божественного Творения — Священная Мать). Является матерью бога Сукуна-Бикона-но ками (Бог-Малыш), который помог Окунинуси строить страну Асихара-но Накацукуни.
Камимусуби-но ками имеет тесные связи как с Амацуками (небесными богами), так и с Куницуками (земными богами). В Кодзики в главе 13 упоминается в рамках истории с убийством Цукиёми Оогэцухимэ-но ками (Девы-Богини Великой Пищи) — богини пищи в японской мифологии. После смерти Оогэцухимэ-но ками из её головы, глаз, ушей, носа, влагалища и ануса появились соответственно шелковичные черви, рассада риса, просо, фасоль, пшеница и соевые бобы. Затем Камимусуби-но-ми-оя-но микото всё это подобрала и превратила в семена.
Такамимусуби-но ками в японской мифологии вместе с Аматэрасу является одним из центральных божеств на Такамагахаре, а его дочь Ёродзухататоёакицуси-химэ-но микото является матерью бога Ниниги но Микото. По одной из версий, он также сыграл важную роль в событиях основания Японии, таких как выбор богов, которые будут сопровождать Ниниги но Микото во время схождении богов с Такамагахары в Асихара-но Накацукуни, и отправка Ятагарасу, трёхпалого ворона, чтобы помочь императору Дзимму. Ятагарасу известен как проводник императора Дзимму из южных земель в Кумано на территорию современной провинции Ямато. Такамимусуби также появляется в Кодзики под именем Такаги-но ками («бог высокого дерева»), что могло быть его первоначальным именем.
Он также является богом-предком императорской семьи, так как сын Аматэрасу Амэноосихомими но Микото женился на дочери Такамимусуби-но ками Ёродзухататоёакицуси-химэ-но микото и их сын Ниниги но Микото, позже сошёл с небес и основал имперскую династию. Такамимусуби-но ками считали божеством-хранителем императорской семьи, элементы поклонения ему присутствовали во многих придворных церемониях. Молитвы Такамимусуби должны были дать императору долгое и успешное правление.